# سومیتومو متال

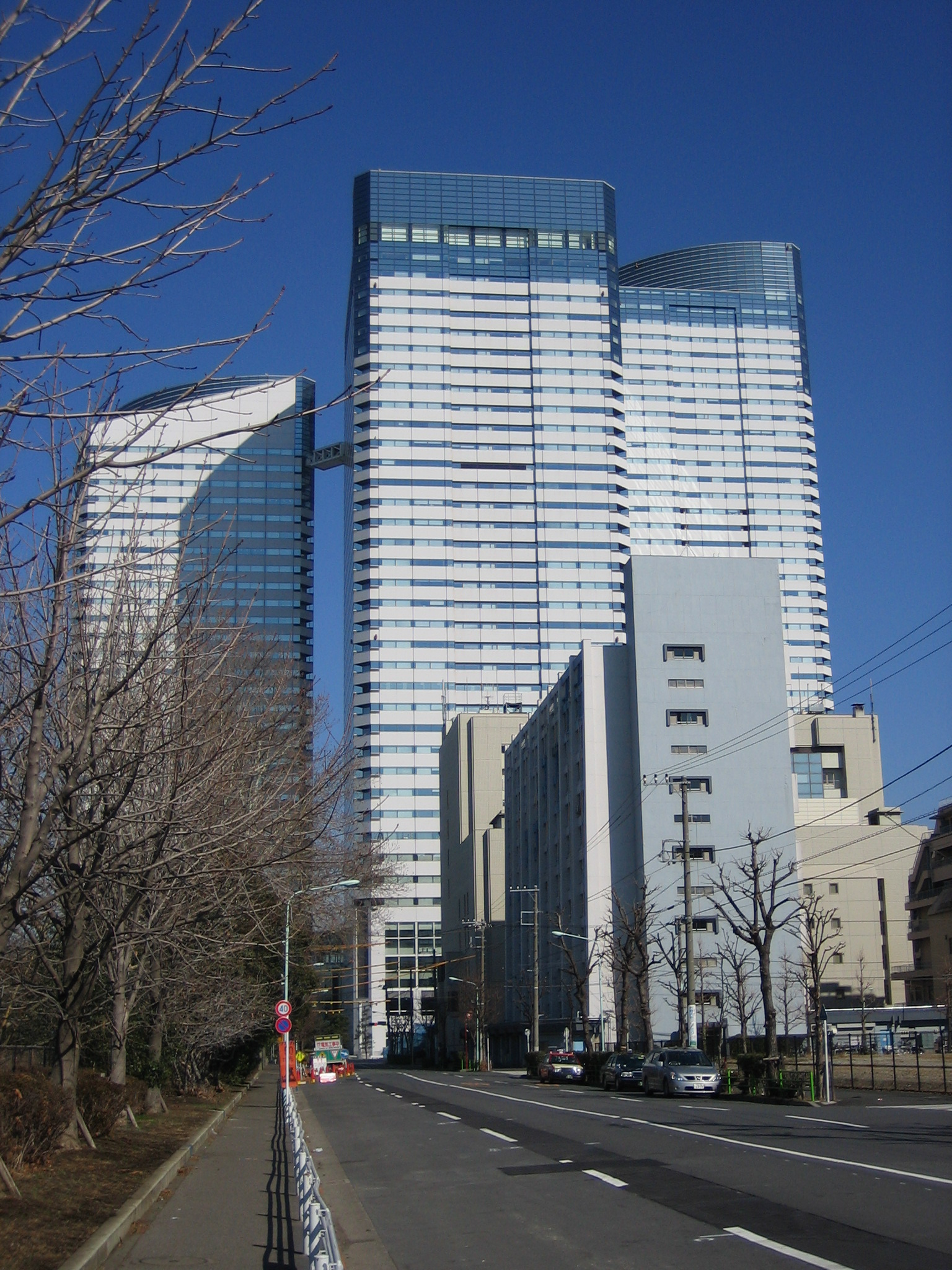
ساختمان مرکزی سومیتومو متال

سومیتومو متال (به ژاپنی: 住友金属工業株式会社) شرکت فولاد ژاپنی است، که هم‌اکنون به‌عنوان ششمین تولید کننده نیکل در جهان شناخته می‌شود. 
شرکت سومیتومو متال در سال ۱۸۹۷ توسط گروه سومیتومو تأسیس شد و از سال ۲۰۱۲ زیرمجموعه‌ای از نیپون استیل می‌باشد.
دفتر مرکزی این شرکت در شهر اوساکا، ژاپن قرار دارد و بخشی از سهام آن در بازارهای بورس توکیو و بورس اوساکا معامله می‌شود.